# Commodore Cochran
Commodore Shelton "Com" Cochran, född 20 januari 1902 i Richton i Mississippi, död 3 januari 1969 i San Francisco, var en amerikansk friidrottare.
Cochran blev olympisk mästare på 4 x 400 meter vid sommarspelen 1924 i Paris.